# خورخه گاربایوسا
خورخه گاربایوسا (اسپانیایی: Jorge Garbajosa‎؛ زادهٔ ۱۹ دسامبر ۱۹۷۷) یک بازیکن بسکتبال اهل اسپانیا است.